# Stanisław Sapociński
Stanisław Sapociński, ps. „Jerzy Krzecki” (7 września 1904, zm. 12 listopada 1939 w Łodzi lub na Brusie) – dziennikarz, felietonista, recenzent teatralny.

## Życiorys
Sapociński podjął studia prawnicze w Poznaniu, lecz ich nie ukończył. W 1922 pisywał dla „Nocnika Łódzkiego”, był felietonistą tygodnika „Kalejdoskop”. W latach 1927–1929 pracował dla dzienników: „Hasło Łódzkie” oraz „Kurier Łódzki”, gdzie przygotowywał recenzje teatralne oraz był redaktorem działu kulturalnego. W 1929 podjął pracę w dzienniku „Echo”. W „Echu” Sapociński miał własną, stałą rubrykę, w której zamieszczał tzw. karteczki – niewielkie felietony o ironicznym charakterze, o tematyce społecznej, obyczajowej i kryminalnej. Pisząc je Sapociński posługiwał się pseudonimem „Jerzy Krzecki”. W ciągu 10 lat napisał około 3,5 tys. karteczek, ponadto zajmował się prowadzeniem działu kryminalnego, opisując doniesienia z sali sądowych. W 1931 wydał broszurę literacką „Sex appeal”, w 1936 zaś opublikował broszurę opisującą 6 lat funkcjonowania radia w Łodzi, pt. „Fala Łódzka: wydawnictwo poświęcone szóstej rocznicy Rozgłośni Łódzkiej Polskiego Radia”. Ponadto w okresie przedwojennym był również kierownikiem oddziału Polskiej Agencji Telegraficznej.

### Śmierć
Nakaz aresztowania Sapocińskiego został wystawiony 8 listopada 1939 w ramach akcji Inteligenzaktion. Został aresztowany tego samego dnia. Wraz z nim aresztowano jego 2 przyjaciół i dziennikarzy: Stanisława Rachalewskiego, Szymona Glücka. Po zatrzymaniu mężczyzn przetrzymywano w obozie na Radogoszczu. Według dziennikarza Adama Ochockiego, osobą, która wpłynęła na aresztowanie dziennikarzy był dziennikarz Adolf Kargel, redaktor naczelny „Freie Presse”, które po zajęciu Łodzi przez Niemców wznowiono i przekształcono w „Deutsche Lodzer Zeitung” (od kwietnia 1940 „Litzmannstädter Zeitung”). Miał on dostarczyć Gestapo listę 77 Polaków, Żydów i Niemców – członków Syndykatu Dziennikarzy Łódzkich wraz z miejscem zatrudnienia i zamieszkania. 12 listopada Sapociński został skazany na śmierć przez sąd doraźny w siedzibie łódzkiego gestapo przy ul. Anstadta 7. Tego samego dnia został rozstrzelany i zakopany w lesie na Brusie.
W okresie od 12 do 21 maja 2008 archeolodzy odnaleźli jego ciało w zbiorowej mogile na Brusie wraz z ciałami 39 innych mężczyzn. Jego ciało zidentyfikowano po kwartalnym bilecie kolejowym, o treści: Bilet kwartalny No 28062, Ważny od 1 lipca do 30 września 1939 R., Sapociński Stanisław, KORESP. PISM, Bilet służy wyłącznie dla osoby na nim wymienionej i winien być ukazywany na żądanie obsługi pociągu i kontroli. WZÓR 230417. Nie ma całkowitej pewności, że miejscem śmierci Sapocińskiego był Brus, ponadto wszystkie ofiary egzekucji miały związane z tyłu ręce, a strzały oddano z bliska w tym głowy z broni krótkiej.
Pogrzeb wszystkich ofiar odbył się 1 września 2009 na cmentarzu komunalnym na Dołach. Oprócz Sapocińskiego zidentyfikowano tylko kilka osób: Alfreda Bellera, Władysława Krzemińskiego, Henryka Szulca oraz Tomasza Tadeusza Wilkońskiego.

### Życie prywatne
Był synem Hermana Sapocińskiego – administratora kamienic w centrum Łodzi. W latach 20. XX w. poślubił Marię z d. Szulc. Mieli syna Andrzeja (1929–1997). Mieszkali przy ul. Orlej w Łodzi.